# Kurtis Marschall
Kurtis Marschall (* 25. April 1997 in Adelaide) ist ein australischer Leichtathlet, der sich auf den Stabhochsprung spezialisiert hat. Er siegte 2018 und 2022 bei den Commonwealth Games und gewann 2023 eine Bronzemedaille bei Weltmeisterschaften.

## Sportliche Laufbahn
Erste internationale Erfahrungen sammelte Kurtis Marschall bei den Juniorenweltmeisterschaften in Eugene, bei denen er mit 5,00 m in der Qualifikation ausschied. Zwei Jahre später gewann er bei den U20-Weltmeisterschaften in Bydgoszcz mit 5,55 m die Silbermedaille. Er qualifizierte sich auch für die Olympischen Sommerspiele in Rio de Janeiro, bei denen er mit 5,60 m in der Qualifikation ausschied. 2017 erfolgte die Teilnahme an den Weltmeisterschaften in London, bei denen er im Finale 5,65 m übersprang und damit den siebten Platz erreichte. 2018 wurde er bei den Hallenweltmeisterschaften in Birmingham mit 5,80 m Vierter. Im April nahm er erstmals an den Commonwealth Games im australischen Gold Coast teil und gewann dort mit 5,77 m die Goldmedaille vor dem Kanadier Shawnacy Barber. 2021 siegte er mit 5,75 m beim Sydney Track Classic sowie mit 5,70 m beim Queensland Track Classic und erreichte Anfang August bei den Olympischen Spielen in Tokio das Finale, scheiterte dort aber dreimal an der Einstiegshöhe von 5,55 m.
2022 belegte er bei den Hallenweltmeisterschaften in Belgrad mit 5,75 m den siebten Platz und schied dann im Juli bei den Freiluftweltmeisterschaften in Eugene mit 5,50 m in der Qualifikationsrunde aus. Kurz darauf verteidigte er bei den Commonwealth Games in Birmingham mit 5,70 m seinen Titel. Im Jahr darauf siegte er mit 5,85 m beim Brisbane Track Classic und steigerte dann im Mai seine Bestleistung auf 5,95 m. Beim Herculis wurde er mit 5,82 m Dritter und gewann anschließend bei den Weltmeisterschaften in Budapest mit übersprungenen 5,95 m im Finale die Bronzemedaille hinter dem Schweden Armand Duplantis und Ernest John Obiena von den Philippinen. 2024 belegte er bei den Hallenweltmeisterschaften in Glasgow mit 5,75 m den fünften Platz. Im August gelangte er bei den Olympischen Sommerspielen in Paris mit übersprungenen 5,85 m im Finale auf den sechsten Platz. Anschließend wurde er bei der Athletissima mit 5,82 m Dritter. Im Jahr darauf belegte er bei den Hallenweltmeisterschaften in Nanjing mit 5,80 m den fünften Platz.
In den Jahren von 2016 bis 2018 sowie von 2022 bis 2024 wurde Marschall australischer Meister im Stabhochsprung.